# Madeleine Roch
Pour les articles homonymes, voir Roch.
Julienne Madeleine Roch, née le 10 août 1883 aux Mureaux (Seine-et-Oise) et morte le 9 décembre 1930 à Gaillon-sur-Montcient, est une comédienne et tragédienne française, 352e sociétaire de la Comédie-Française.

## Biographie
Élève au Conservatoire national de musique et de déclamation à Paris, elle obtient un premier prix de tragédie en 1902 dans le rôle de Roxane dans Bajazet de Racine.
Entrée à la Comédie-Française en 1903, à vingt ans, sociétaire en 1912, Madeleine Roch a été une des grandes interprètes de Victor Hugo. En 1914, elle est invitée à Guernesey pour l'inauguration d'un monument dédié à Victor Hugo, œuvre de Jean Boucher. Elle tourne aussi dans des films muets, notamment avec Louis Feuillade (Esther, court-métrage, 1910), Henri Andréani (Messaline, 1910), Henri Andréani et Ferdinand Zecca (Cléopâtre, 1910).
La Comédie-Française conserve son buste, également sculpté par Jean Boucher.
À sa mort, son nom fut donné à une rue de sa ville natale, où elle repose au cimetière communal. La rue du théâtre d'Orange porte son nom. Une plaque commémorative est apposée promenade des Marronniers, ancien théâtre de la nature à Lectoure, où elle joua pour la dernière fois le 3 août 1930. 
René Berton écrivit La Voix du mur, poème dialogue à la mémoire de Madeleine Roch, Librairie théâtrale, 1931.

## Théâtre

### Comédie-Française
Entrée à la Comédie-Française en 1903
Sociétaire de 1912 à 1930
352e sociétaire
- 1903 : Andromaque de Jean Racine : Hermione
- 1903 : Bérénice de Jean Racine : Phénice
- 1903 : Phèdre de Jean Racine : Ismène, Oenone
- 1904 : Britannicus de Jean Racine : Albine
- 1904 : Andromaque de Jean Racine : Cléone
- 1904 : Iphigénie de Jean Racine : Doris
- 1905 : Bajazet de Jean Racine : Roxane
- 1905 : Idylle d'Alfred de Musset : Albert
- 1906 : Paraître de Maurice Donnay : Mme Hurtz
- 1906 : La Mort de Pompée de Pierre Corneille : Charmion
- 1906 : Andromaque de Jean Racine : Andromaque
- 1907 : Polyeucte de Pierre Corneille : Stratonice
- 1907 : Électre de Sophocle : une choreute
- 1907 : La Maison d'argile d'Émile Fabre : Mme Armières mère
- 1907 : Chacun sa vie de Gustave Guiches et Pierre-Barthélemy Gheusi : Comtesse de la Molinière
- 1908 : Le Bon roi Dagobert d'André Rivoire : Bertrude
- 1908 : Mithridate de Jean Racine : Phoedime
- 1909 : La Furie de Jules Bois : Megara
- 1909 : Athalie de Jean Racine, mise en scène Mounet-Sully : Zacharie
- 1910 : Phèdre de Jean Racine : Phèdre
- 1911 : Les Cloches de Port-Royal de Jeanne Dortzal : la tragédie
- 1911 : Iphigénie de Jean Racine, mise en scène Jules Truffier : Clytemnestre
- 1912 : Nicomède de Pierre Corneille : Arsinoé
- 1912 : Iphigénie à Aulis d'Euripide
- 1916 : Britannicus de Jean Racine : Agrippine
- 1916 : Bajazet de Jean Racine : Atalide
- 1919 : L'Hérodienne d'Albert du Bois : Tamar
- 1923 : Électre de Sophocle : Clytemnestre
- 1923 : Oreste de René Berton d'après Iphigénie en Tauride d'Euripide : Iphigénie
- 1923 : La Flamme de José Germain et Émile Guérinon : La France
- 1924 : Iphigénie de Jean Racine : Eriphile
- 1925 : L'Ombre de Corneille de Louis Payen
- 1925 : Après onze ans de Maurice Levaillant : la Victoire de la Marne
- 1927 : Hernani de Victor Hugo : Dona Sol
- 1929 : Athalie de Jean Racine : Athalie

### Hors Comédie-Française
- 1908 : création du Premier Glaive au Théâtre des Arènes, à Béziers[3], drame lyrique en 3 actes, poème de Lucien Nepoty, musique d'Henri Rabaud.
- 1909 : création de La Fille du Soleil[4] au Théâtre des Arènes, à Béziers, 12 000 spectateurs.
- 1910 : création d'Héliogabale au Théâtre des Arènes, à Béziers (tragédie lyrique en trois actes en vers, poème d'Émile Sicard, musique de Déodat de Séverac).
- 1910 : création des Esclaves au Théâtre des Arènes, à Béziers (tragédie lyrique en trois actes, poème de Louis Payen, musique d'Aymé Kunc).
- 1917 : Il le faut ! pièce en 1 acte de René Berton, Théâtre Édouard VII.
- 1927: Dans les Orangers, pièce d'Henry Ferrare d'après Vicente Blasco Ibáñez, créée au théâtre de Monte-Carlo[5],[6].

## Filmographie
- 1910 : Messaline
- 1910 : La Tragique Aventure de Robert le Taciturne, duc d'Aquitaine
- 1910 : Cléopâtre
- 1910 : Esther
- 1911 : Moïse sauvé des eaux
- 1911 : La Savelli
- 1912 : Une intrigue à la cour d'Henri VIII
- 1912 : Femme fatale